# Janowice Wielkie
Janowice Wielkie (deutsch Jannowitz) ist ein Ort in der Landgemeinde Janowice Wielkie mit 4274 Einwohnern (Stand 31. Dezember 2020) im Powiat Jeleniogórski der Woiwodschaft Niederschlesien in Polen.

## Geographie
Janowice Wielkie liegt im Hirschberger Tal am Fuß des Landeshuter Kamms und des Bober-Katzbach-Gebirges am Fluss Bober östlich der Stadt Jelenia Góra (Hirschberg im Riesengebirge). Drei Kilometer vom Stadtzentrum verläuft die Europastraße 65.

## Geschichte
„Jenwicz“, das zum Herzogtum Schweidnitz-Jauer gehörte, das nach dem Tod des Herzogs Bolko II. 1368 erbrechtlich an Böhmen fiel. Erstmals erwähnt wurde es 1369. Einer der ersten namentlich bekannten Besitzer war 1372 Clericus Bolcz, der wahrscheinliche das Bolzenschloss errichtet hatte. Das Dorf Jannowitz wurde im Jahre 1400 als „Groszin Janewicz“ (Groß Jannowitz) erwähnt, 1512 als Janewitz und 1519 als Janowitz. In den Urkunden des 15. bis 18. Jahrhunderts sind als Besitzer die Adelsgeschlechter Czettritz, Reibnitz, Schaffgotsch, Gerdorff und Promnitz verzeichnet. Der letzte Graf Johann Erdmann von Promnitz vererbte seinen Besitz seinem Neffen Christian Friedrich zu Stolberg-Wernigerode.
Seit dem 16. Jahrhundert waren in Jannowitz Brechanlagen, Stahlwerke und Schmieden in Betrieb, die Kupfer- und Bleierz verarbeiteten; außerdem wurde Vitriol produziert. Während des Dreißigjährigen Krieges wurden Jannowitz und das Bolzenschloss im Jahr 1642 von Schwedischen Truppen niedergebrannt und erst Ende des 17. Jahrhunderts wieder aufgebaut. Ab dem 17. Jahrhundert war die Leineweberei von wirtschaftlicher Bedeutung.
Nach dem Ersten Schlesischen Krieg 1742 fiel Jannowitz zusammen mit dem größten Teil Schlesiens an Preußen. Nach der Neugliederung Preußens gehörte es seit 1815 zur Provinz Schlesien. 1816 wurde es Landkreis Hirschberg eingegliedert, mit dem es bis 1945 verbunden blieb. Während der Industriellen Revolution wurden eine Eisenbahnlinie sowie zahlreiche Pensionen Sanatorien und andere Wohngebäude errichtet, wodurch die Entwicklung zu einem erfolgreichen Kurort beschleunigt wurde. Während der NS-Zeit wurde der Ortsname in Jannowitz im Riesengebirge geändert. Während des Zweiten Weltkriegs befand sich hier eine Außenstelle des KZ Groß-Rosen.
Als Folge des Zweiten Weltkriegs fiel Jannowitz 1945 mit dem größten Teil Schlesiens an Polen und wurde in Janowice Wielkie umbenannt. Die einheimische deutsche Bevölkerung wurde 1945/46 weitgehend vertrieben. Die neu angesiedelten Bewohner waren teilweise Zwangsumgesiedelte aus Ostpolen, das an die Sowjetunion gefallen war.

## Gemeinde
Zur Landgemeinde Janowice Wielkie mit einer Fläche von 58,1 km² gehören das Dorf selbst und fünf weitere Dörfer mit Schulzenämtern.

## Sehenswürdigkeiten
- Bolzenschloss
- Römisch-katholische Kirche Christkönig
- Römisch-katholische Kirche Mariä Himmelfahrt (Kościół Wniebowzięcia Najświętszej Maryi Panny), spätgotischer Bau aus dem 15. Jahrhundert, im 16. Jahrhundert erweitert. Der Hauptaltar besteht aus einem Triptychon, dazu kommen steinernes gotisches Sakramentshaus und ein Renaissance-Taufbecken. An den Wänden Renaissance- und Barockepitaphe aus dem 16. und 18. Jahrhundert. Im Kirchturmuhr stammt aus der Renaissance.
- Kirchfriedhof aus dem späten 15. Jahrhundert, umgeben von Mauern aus dem 16.–17. Jahrhundert.
- Pfarrhaus, errichtet 1744–1749.
- Schlossensemble in der  ul. Chłopska 1  besteht aus dem Schloss der Herren von Schaffgotsch von 1609, dem Park (17.–19. Jahrhundert),  Getreidespeicher, Kutschenhaus und Stall sowie eine Wehrmauer mit Tor aus dem Jahr 1608;
- Villa mit Park ul. Robotnicza 9 von 1870–1880
- Villa mit Garten ul. Wojska Polskiego 4 aus der Zeit um 1920

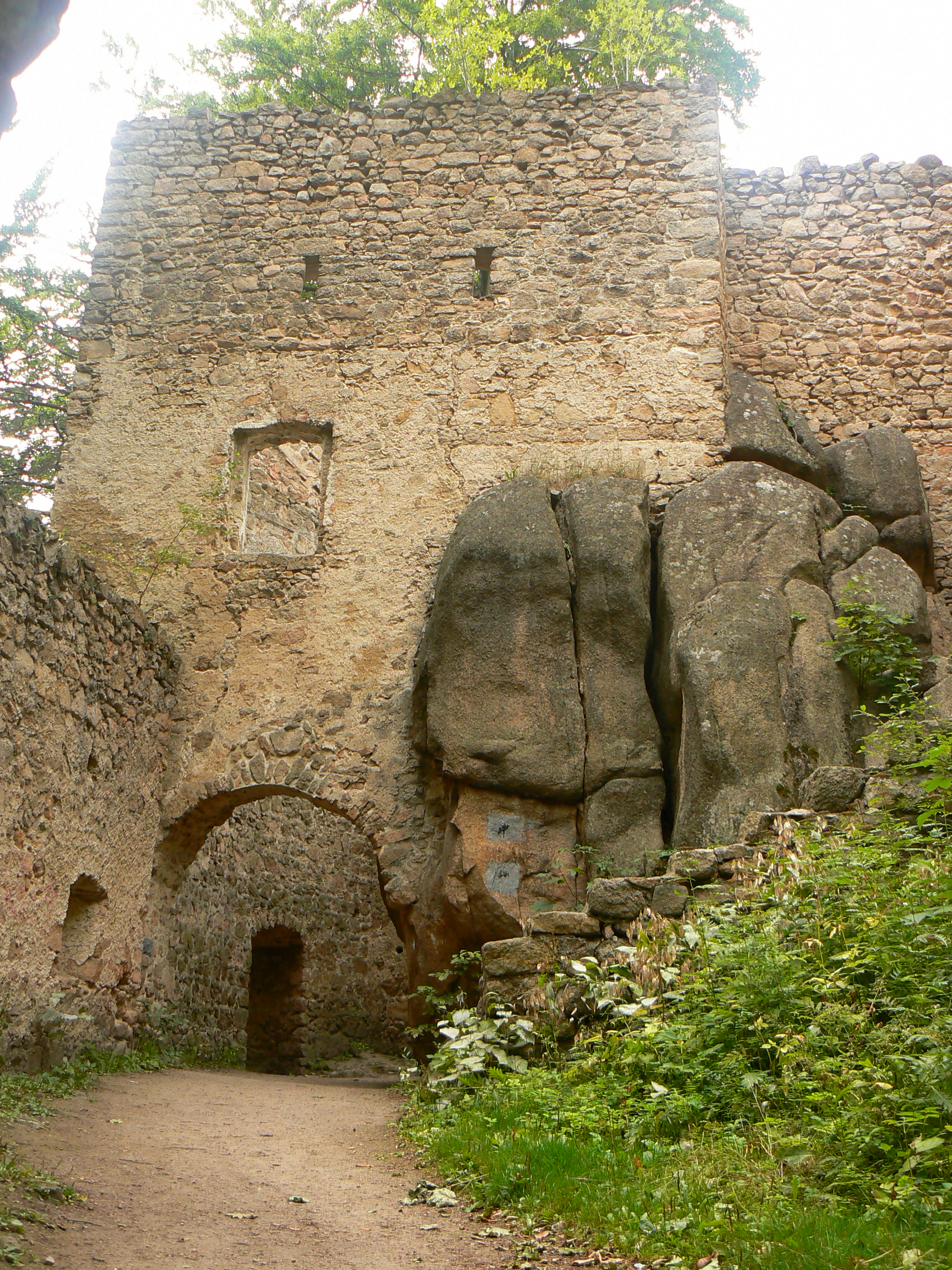
Bolzenschloss Torturm
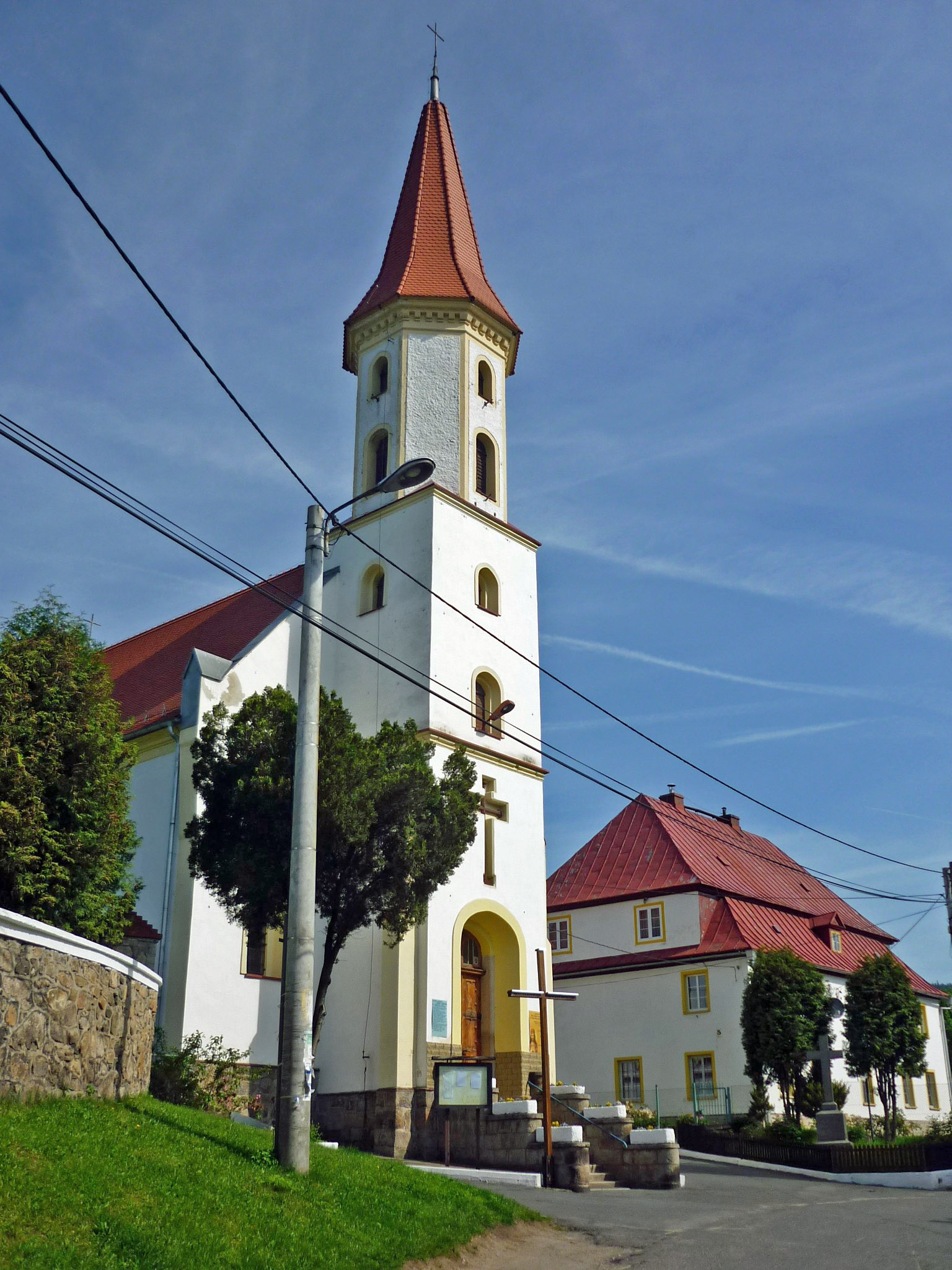
Kirche Christkönig
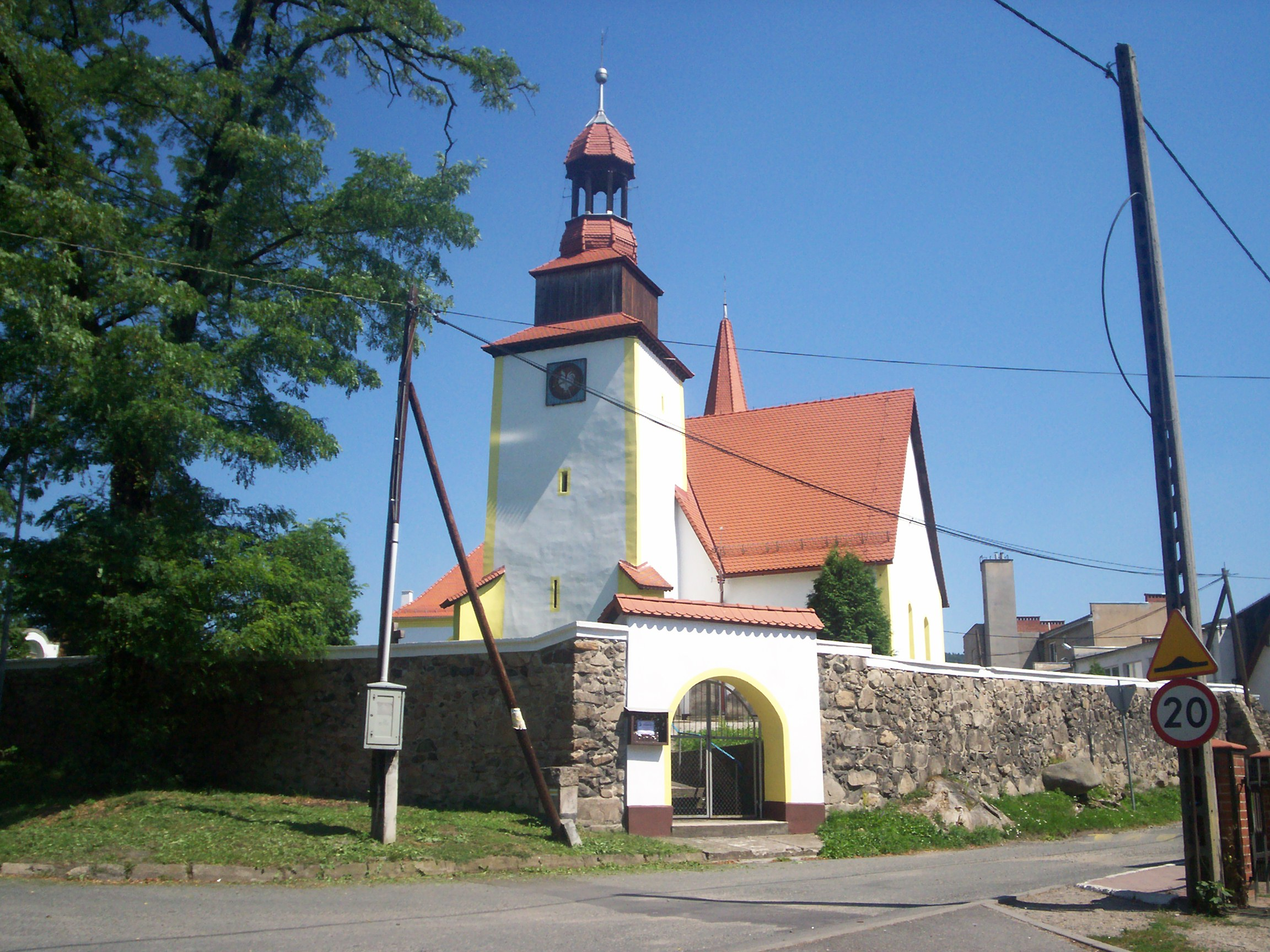
Kirche Mariä Himmelfahrt
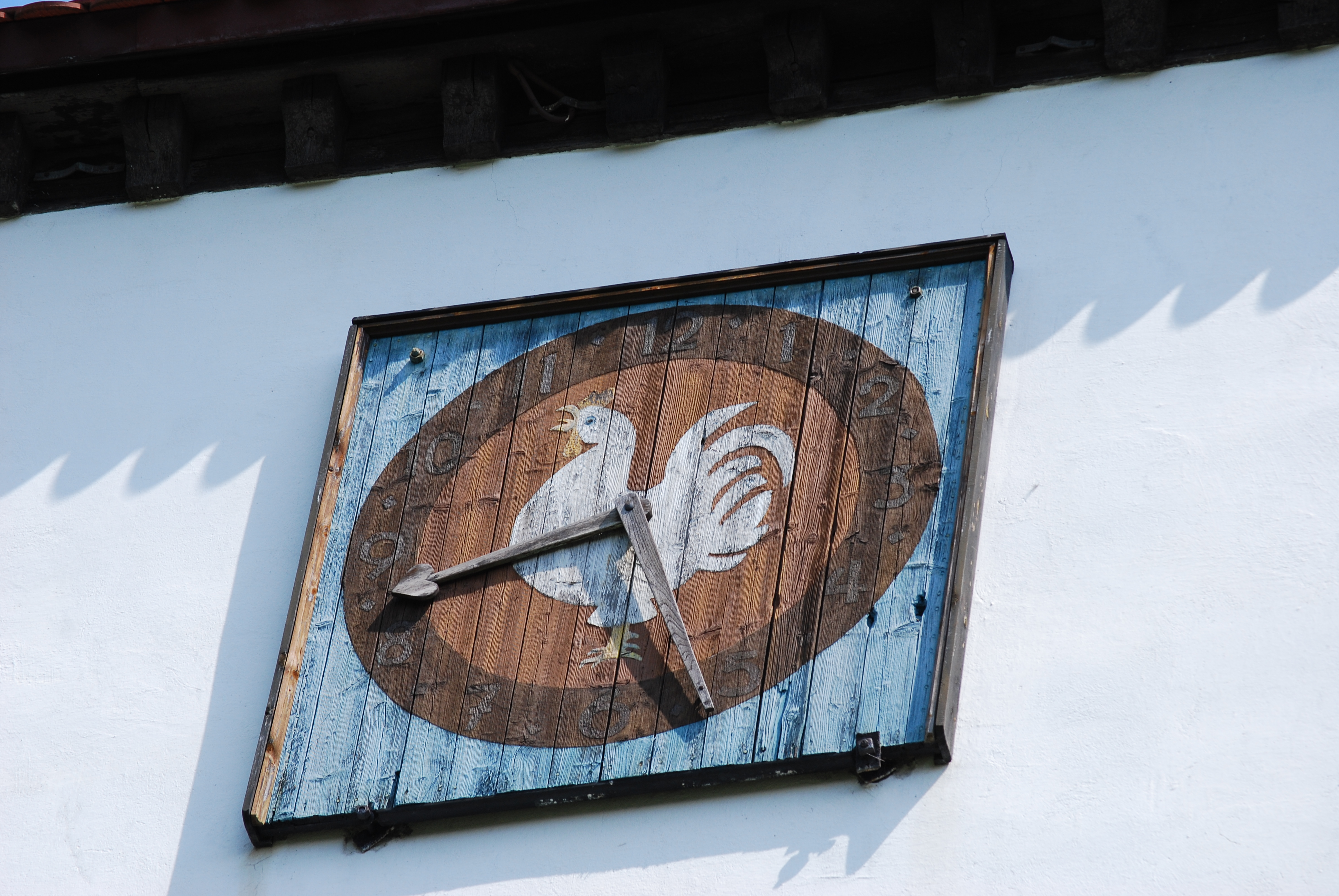
Renaissance-Uhr
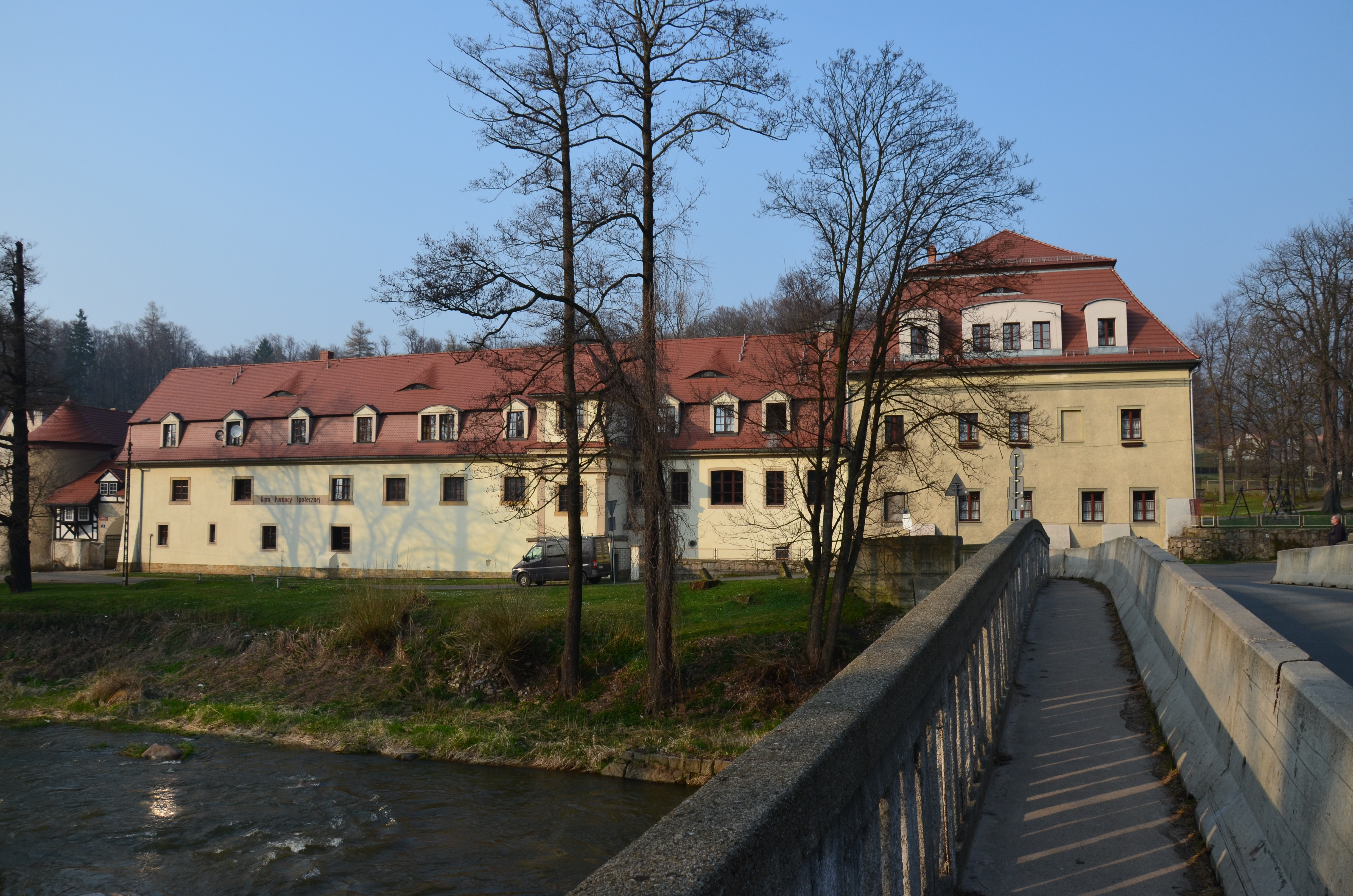
Kirchturmuhr

## Naturdenkmäler
- Landschaftsschutzpark Landeshuter Kamm mit Felslandschaft Starościńskie Skały
- Boberschlucht Janowicki Przełom
- Torfmoorgebiet Trzcińskie mokradła im Nordosten, das vom Zentrum von Janowice ausgeht
- Allee mit Schwedischen Mehlbeeren, verläuft vom Bahnhof in Richtung Süden, u. a. 106 Bäume, die etwa 90 Jahre alt sind.

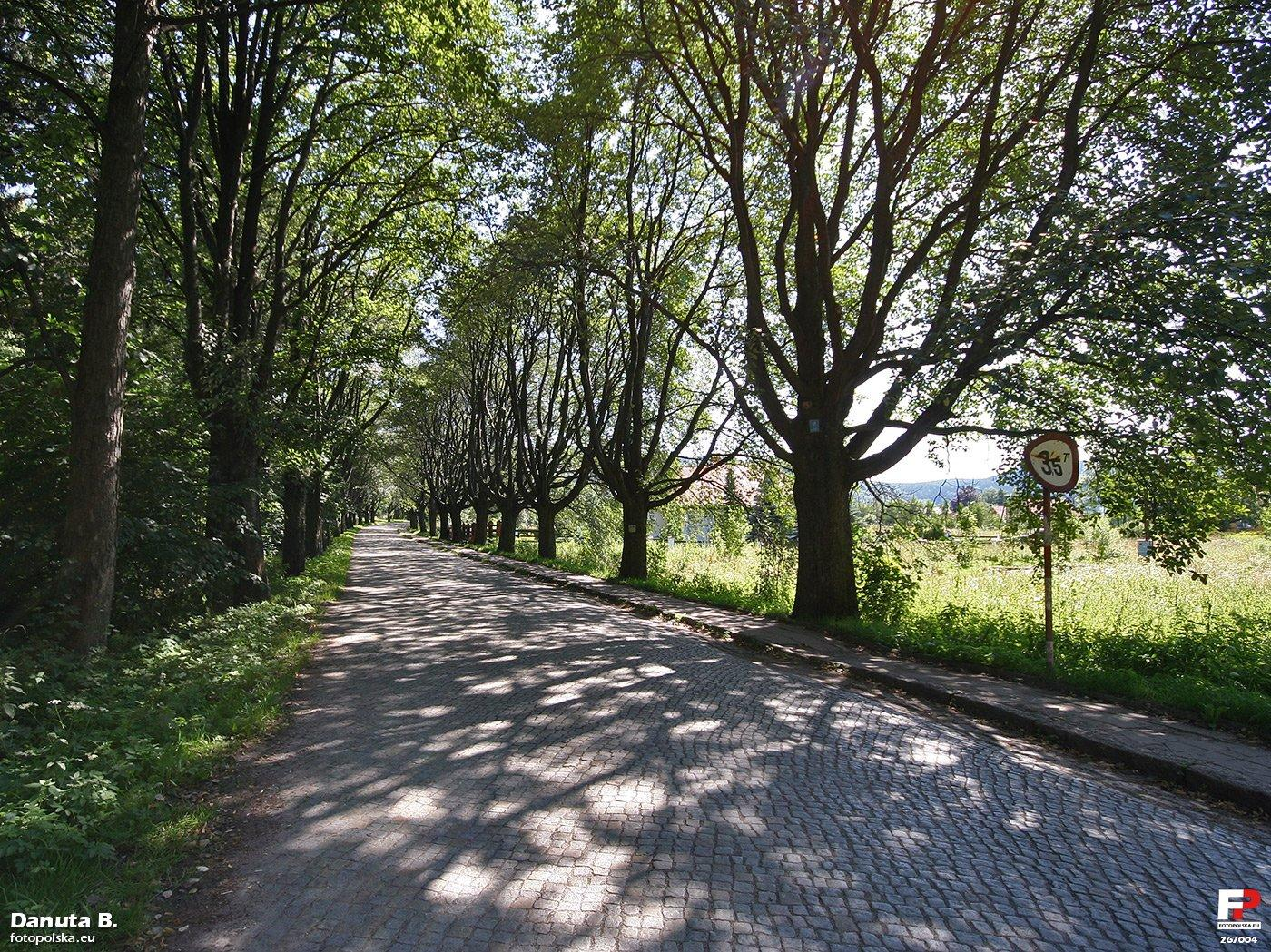
Allee mit Schwedischen Mehlbeeren-Bäumen
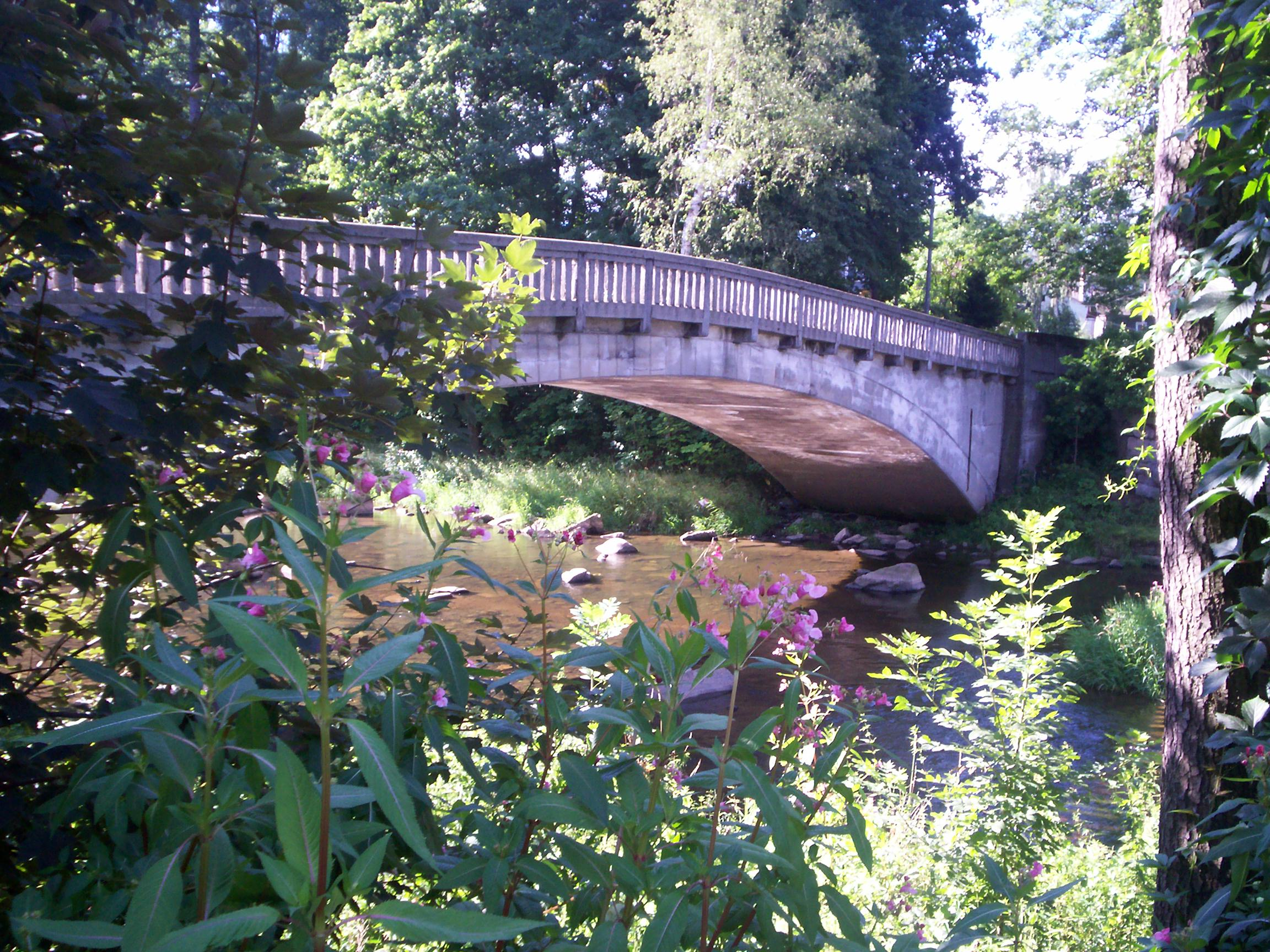
Steinbrücke über den Bober
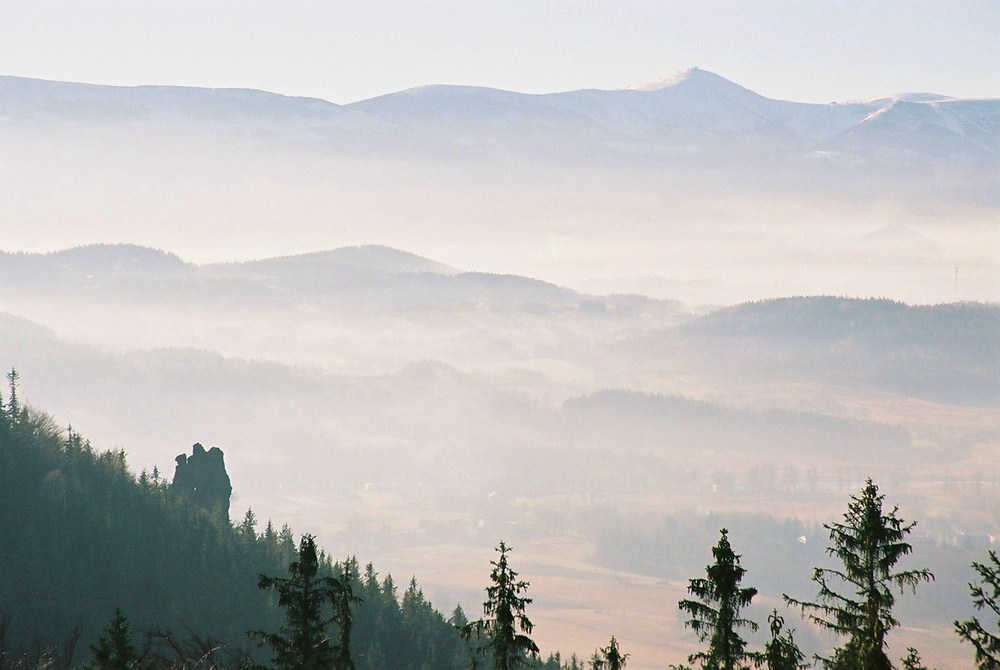
Blick vom Ort auf das Riesengebirge

## Sport
In Janowice Wielkie gibt es ein Fußballstadion mit Leichtathletikbahn, Handball- und Volleyballplätze, Basketballplätze, Tennisplätze und eine Sporthalle. Sportvereine sind der Ludowy Klub Sportowy Rudawy und der Volleyballverein UKS Sokoliki.
Wanda Rutkiewicz und Jerzy Kukuczka absolvierten hier ihr Klettertraining. Maja Włoszczowska besucht regelmäßig die Radwege.

### Klettern
Der Ort ist zusammen mit Trzcińsko und dem nahegelegenen Karpniki sehr geeignet für Kletterer, hier gibt es Berg- und Felskletterschulen. Die zahlreichen Felsen von Rudawy Janowickie sind praktische Objekte, die sich auf natürliche Weise für ein detailliertes, oft wettbewerbsorientiertes Training eignen, auch Anfänger finden hier ihre Wand. Der Landeshuter Kamm (Rudawy Janowickie) bietet verschiedene Felsformationen, vor allem in Sokolik und Krzyżna Góra.

### Kajak
Der Fluss Bober (Bóbr) in Janowice Wielkie eignet sich für Wildwasser-Kajakfahren. Jedes Jahr kommen in der Frühlings- und Sommersaison zahlreiche Gruppen von Kajakfahrern nach Janowice. Der Karkonosze Kayak Club aus Jelenia Góra führt hier Kurse und Schulungen durch. Jedes Jahr finden internationale Wettbewerbe statt.

### Wandern
Durch die Gemeinde führt der Europäische Fernwanderweg E3, außerdem der 152 Kilometer lange Weg der Piastenschlösser; dazu kommen vier lokale Wanderwege.

### Radfahren
Radwege mit unterschiedlichem Ausbaugrad gibt es in der Region schon lange. Unter anderem durch Janowice Wielkie führen der internationale Fahrradweg EuroRoute R-6 oder die  Mountainbike-Tour Touristenradweg Dolina Bóbru.

## Partnerstädte
- Bruchhausen-Vilsen (Deutschland)
- Bozkov (Tschechien)

## Persönlichkeiten
- Wilhelm zu Stolberg-Wernigerode (1807–1898), Politiker, starb hier
- Constantin zu Stolberg-Wernigerode (1843–1905), Politiker
- Hugo Scheinert (1873–1943), Maler und Dozent an der Königlichen Kunst- und Kunstgewerbeschule in Breslau, lebte und arbeitete hier
- Hans Fritsch, (1889–1931), Jurist, Geschäftsführer der Gaswerke Hamburg
- Karl-Christian Zahn (1932–2007), Politiker (CDU), Stadtdirektor und Bürgermeister von Dorsten